# Karl von François

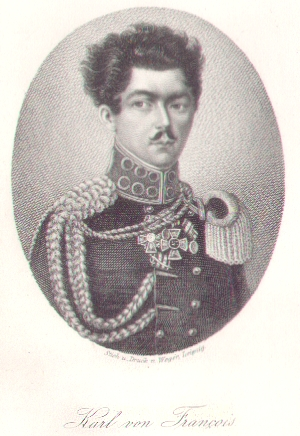
General Karl von François Kupferstich um 1815 (Stich und Druck: von Weger, Leipzig)

Karl Friedrich Wilhelm Christoph von François (* 27. Mai 1785 in Niemegk; † 9. Februar 1855 in Potsdam) war ein preußischer Generalleutnant.

## Leben

### Herkunft
Die Familie war nach Aufhebung des Edikts von Nantes aus Frankreich geflohen und hatte sich in Kursachsen angesiedelt. Seine Eltern waren der sächsische Hauptmann und Herr auf Niemegk (Haus Niemegk) August Karl le François (1736–1801), Reichsadelstand Wien am 21. März 1774, und dessen Ehefrau Luise Sophie Charlotte, geborene von Brück (1747–1791). Sie war eine Nachkommin des sächsischen Kanzlers Christian Brück († 1567). Sein Bruder Friedrich von François (1772–1818) war zunächst sächsischer, ab 1815 preußischer Offizier sowie Kommandeur eines Landwehrbataillons in Herzberg.

### Militärischer Werdegang
Mit elf Jahren wurde François Kadett auf der Churfürstlich Sächsische Ritterakademie in Dresden. Dort herrschte eine strenge Schulordnung, die ihm nicht zusagte. Er flüchtete und versteckte sich bei einem seiner Brüder. Nach geraumer Wartezeit wurde seine Flucht als Verabschiedung gewertet. Er ersuchte um Aufnahme in die Preußische Armee und wurde Ende Januar 1803 als Fähnrich im Infanterieregiment „von Wartensleben“ in Erfurt angestellt.

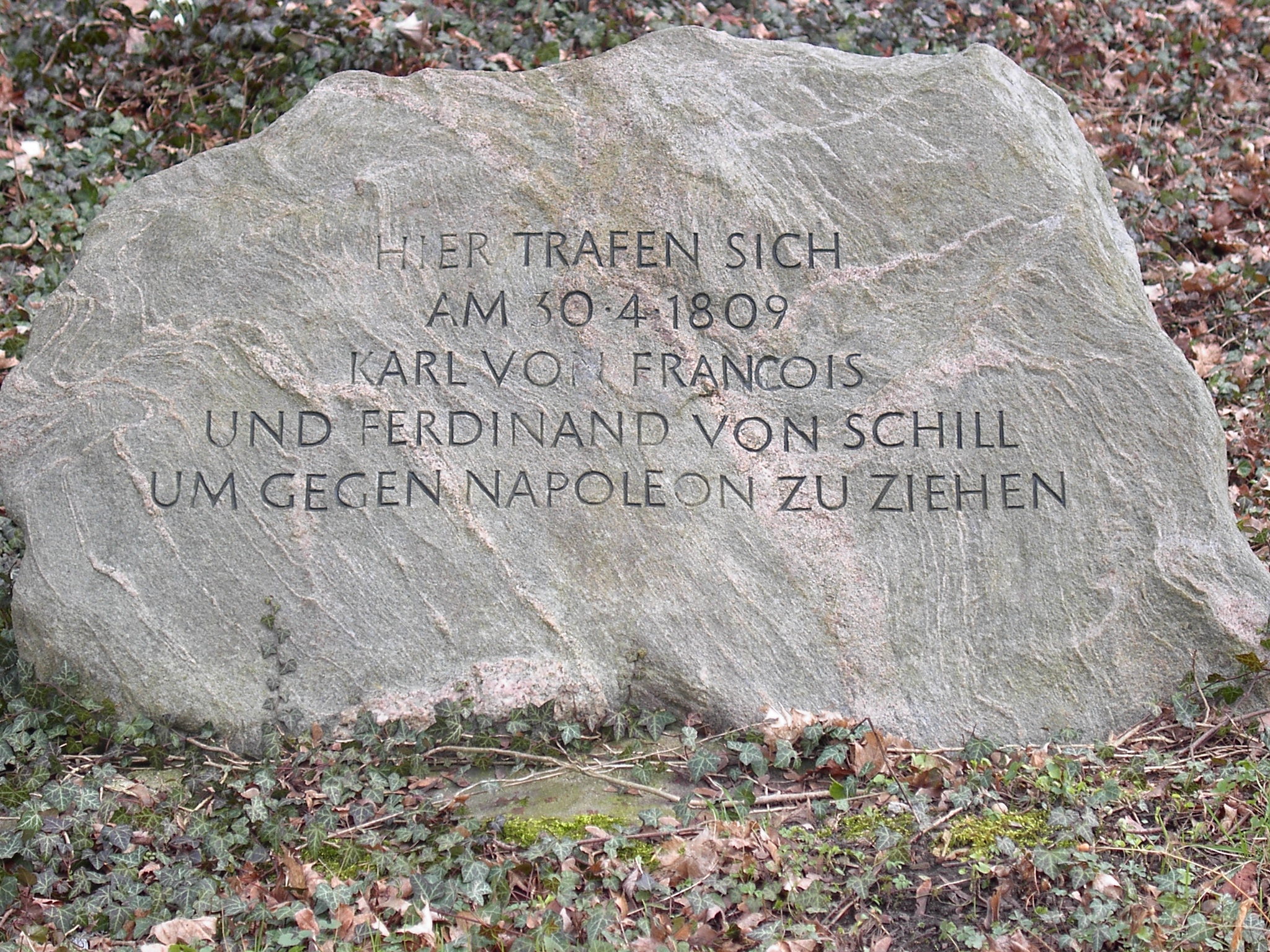
Gedenkstein zum Treffen von Karl von François und Ferdinand von Schill in Niemegk

Nach den verlorenen Schlachten gegen Napoleon verlor Preußen nach dem Friedensvertrag von Tilsit vom 9. Juli 1807 die Hälfte seines Gebietes und die preußische Armee musste halbiert werden. Viele junge Offiziere mussten die Armee verlassen. Karl bewarb sich bei der Württembergischen Armee. Bei der Jägergarde zu Pferde in Esslingen wurde er als Oberleutnant aufgenommen. Wegen eines Streites mit einem vorgesetzten Rittmeister wurde er am 31. Juli 1808 wegen Insubordination zum Tode verurteilt, aber im Angesicht des Erschießungskommandos begnadigt und zu Gefängnishaft in Hohenasperg verurteilt. Im Oktober 1808 gelang ihm die Flucht und er konnte sich über das Elsass, die Schweiz und Bayern auf das Hofgut Niemegk seines Bruders nach Sachsen durchschlagen. Dort traf er am 30. April 1809 Ferdinand von Schill, der sich auf dem Weg von Berlin nach Wittenberg befand. François schloss sich sofort als Offizier dem Freikorps Schill an. Nach dessen Vernichtung durch napoleonische Truppen geriet er in französische Gefangenschaft und wurde in die Festung Kolberg gebracht. Er wurde aus der Gefangenschaft entlassen, weil er von Geburt Sachse war. Das Königreich Sachsen war seit 1806 dem Rheinbund beigetreten und damit ein Verbündeter von Frankreich.
Im Jahr 1812 trat er in russische Dienste und wurde im Sumschen Husarenregiment eingestellt. Dort war François an den Befreiungskriegen gegen Napoleon beteiligt. Im Mai 1813 wurde er in den Generalstab versetzt und Mitte September 1813 zum Rittmeister befördert. Er gelangte während der Befreiungskriege bis nach Frankreich und war an der Schlacht bei Paris beteiligt. Auf dem Rückmarsch der russischen Armee durch Preußen nahm er dort seinen Abschied und trat im Jahr 1815 als Major in die preußische Armee ein. Hier stieg er bis zum Generalleutnant auf. Seinen Ruhestand verbrachte er in Potsdam, wo er am 9. Februar 1855 verstarb.

### Familie
Karl von François heiratete 1817 Betty von Vangerow (1799–1844), eine Tochter des Bankdirektors Johann Friedrich von Vangerow. Das Paar hatte zwei Söhne und fünf Töchter. Darunter der General Bruno von François und Clotilde (* 1830), verheiratete von Schwartzkoppen, die sich als Schriftstellerin einen Namen machte und auch die Memoiren ihres Vaters herausgab. Auch seine Nichte Louise (1817–1893) war als Schriftstellerin erfolgreich, sie lebte von 1848 bis 1855 in seinem Haushalt. Der General des Ersten Weltkriegs Hermann von François und der Begründer von Windhoek Curt von François waren seine Enkel.

## Weitere Literatur
- Siegfried Dalitz: Die Chronik der Stadt Niemegk. Band 6, Hrsg. Fremdenverkehrsverein "Niemegker Land" e.V., Raben 2005. DNB 964455706
- Christoph Franke, Moritz Graf Strachwitz von Groß Zauche und Camminetz: Genealogisches Handbuch der Adeligen Häuser. 2006, B (Briefadel), Band XXVI, Band 140 der Gesamtreihe GHdA, C. A. Starke, Limburg/Lahn S. 74 ff. ISSN 0435-2408